# Viva la Vida Tour
Viva la Vida Tour – czwarta trasa koncertowa zespołu Coldplay. Promuje ona czwarty album formacji pt. Viva la Vida or Death and All His Friends. Album swoją światową premierę miał 16 czerwca 2008 roku. Jednak jeszcze przed ukazaniem się płyty, dwie pochodzące z albumu piosenki zostały wydane jako single: "Viva la Vida" oraz "Violet Hill". Europejska trasa promująca krążek wystartowała 1 września 2008 koncertem we francuskim Strasburgu. Druga część trasy na 2009 rok rozpoczęła się 11 lutego w Osace (Japonia) a zakończyła się koncertem  w Londynie 19 września 2009 na O2 arena